# Ісаєве
Іса́єве — село Андрієво-Іванівської сільської громади у Березівському районі Одеської області, Україна. Населення становить 1513 осіб.
У селі розташований Ісаєвський палац Курісів, другий після садиби в селі Курісове маєток цього роду в Одеській області.

## Історія

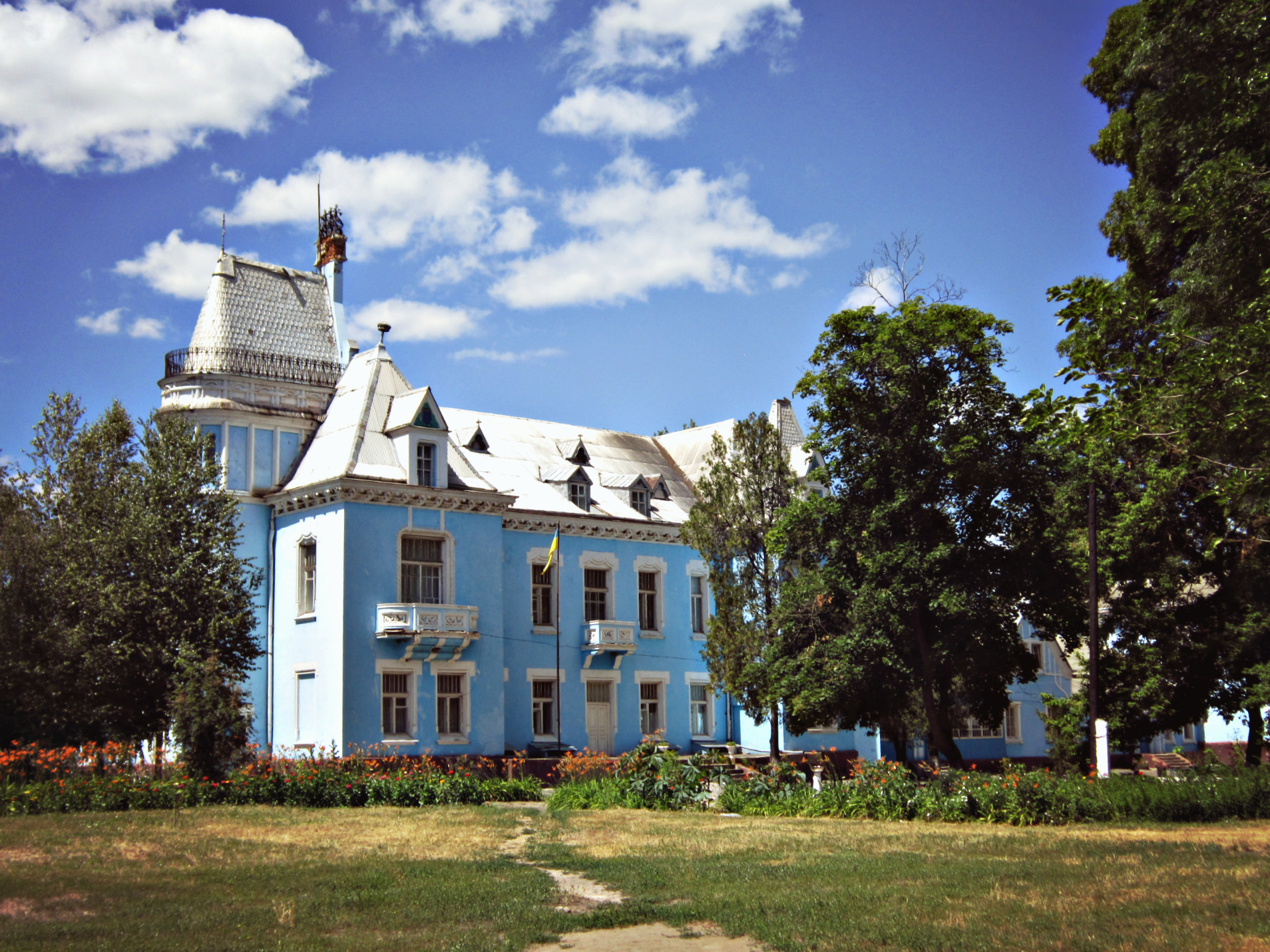
Ісаєвський палац Курісів

Село було засновано на землях, які належали генерал-майору Івану Ісаєву. У документах від 1792 року вказано, що в селі, названому на честь власника — Ісаєвка — мешкало 52 людей, з яких лише 4 жінки. У 1811 році тут було закладено кам'яну церкву Казанської ікони богоматері, яка діє й сьогодні. В середині XIX століття він продає маєток по частинах і найбільша частина володінь (4540 десятин землі) дістається спочатку Василю Нікітіну. Тоді село змінило свою офіційну назву з Ісаєвки на Ісаєве.
Новий власник згодом перепродав ці землі поміщикам Ґіжицьким. Після реформи 1861 року більша частина колишніх земель Ісаєва стала належати родині Ґіжицьких. Новим власником села і маєтку став Іван Олександрович Ґіжицький, а після його смерті у 1894 — перейшли до його доньки, Любові Ґіжицькій. Любов Ґіжицька вийшла заміж за Івана Куріса, родина якого вже володіла замком в селі Курісове. У 1899 році село перейшло до їхнього сина, Олександра Івановича Куріса, який після народження в родині п'ятої дитини у 1903 році розпочав зведення великого маєтку. Так виник палац Курісів, яких й на сьогодні є прикрасою села.
Під час організованого радянською владою Голодомору 1932—1933 років померло щонайменше 4 жителі села.
Колишній орган місцевого самоврядування — Ісаївська сільська рада.

## Населення

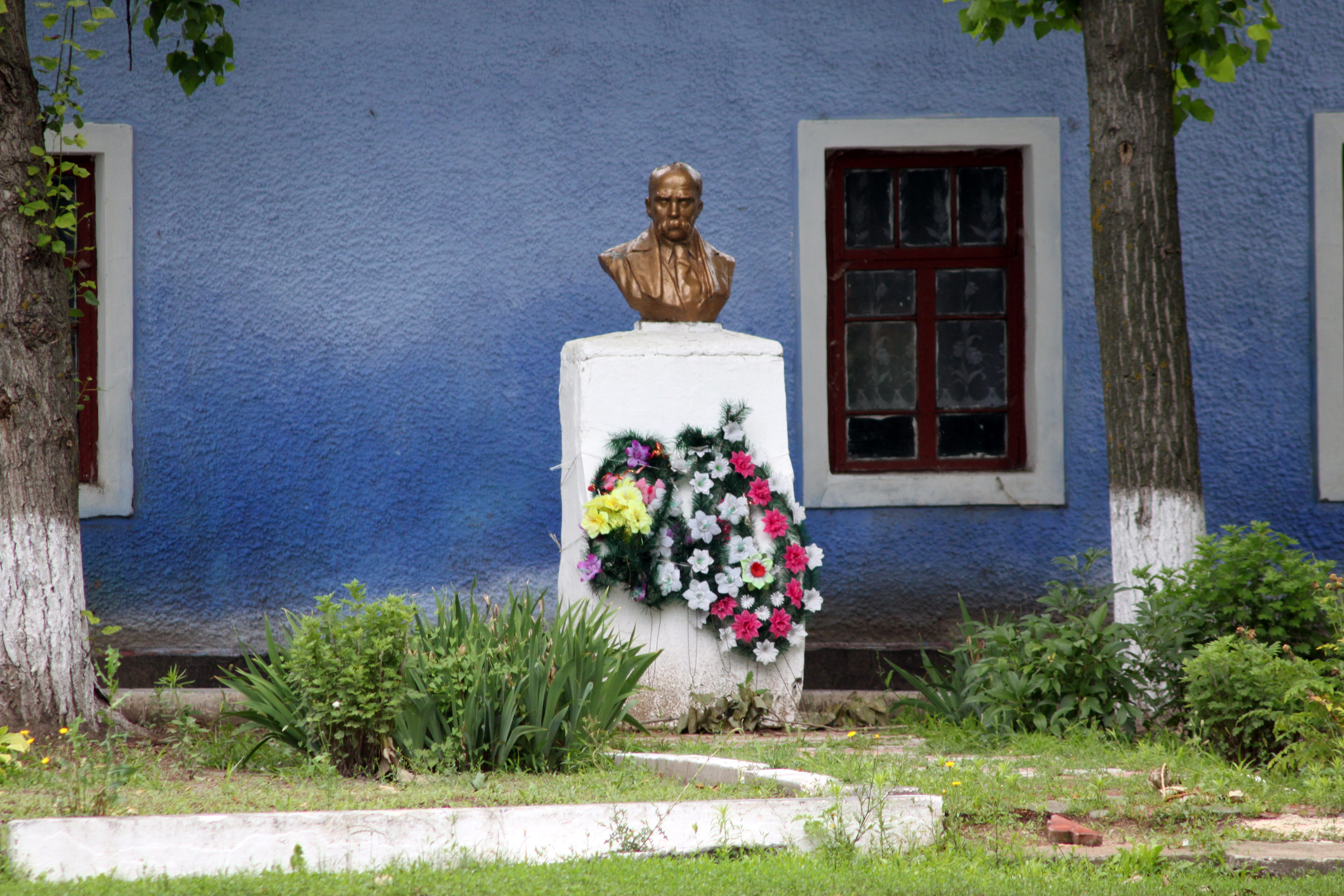
Пам'ятник Шевченкові на території Аграрного ліцею

Згідно з переписом УРСР 1989 року чисельність наявного населення села становила 1512 осіб, з яких 675 чоловіків та 837 жінок.
За переписом населення України 2001 року в селі мешкало 1509 осіб.

### Мова
Розподіл населення за рідною мовою за даними перепису 2001 року:
| Мова       | Відсоток |
| ---------- | -------- |
| українська | 96,96 %  |
| румунська  | 1,39 %   |
| російська  | 1,12 %   |
| вірменська | 0,33 %   |
| білоруська | 0,13 %   |

## Відомі мешканці

### Народились
- Лещенко Петро Костянтинович — естрадний співак, танцюрист, гітарист.
- Мейзерська Тетяна Северинівна (* 1952) — літературознавчиня, доктор філологічних наук, професорка.